# JR貨物EF500形電気機関車
EF500形電気機関車（イーエフ500がたでんききかんしゃ）は、日本貨物鉄道（JR貨物）が1990年（平成2年）に製作した交流・直流両用電気機関車である。

## 概要
JR移行直後の輸送力増大への対応と、JR貨物が承継した多数の国鉄形式電気機関車の後継を目的として、EF200形と同時期に開発された形式である。1990年（平成2年）7月に三菱電機・川崎重工業で試作機 (901) が完成した。
東海道 - 山陽線系統を主とする直流電化区間での使用を想定したEF200形に対し、本形式は複数の電化方式が混在する東北本線 - 津軽海峡線系統・日本海縦貫線などでの使用を想定し、交直両用として製作された。
対象区間の貨物列車では異なる電化区間ごとにEF65形←→ED75形（重連）←→ED79形（重連）（※東北本線の例）のような機関車交換が行われており、これを本形式の通し運転に置き換えて到達時間短縮を図ることと、出力増強による牽引列車の容量増大とを目標として試験運用に供されたが、技術上の問題や使用線区の輸送量に対する考慮などから量産は見送られ、2002年（平成14年）に廃車された。
対象区間への車両投入は、後発のEH500形・EF510形によってなされている。

## 構造
車体はEF200形と同様の高運転台式非貫通の前面形状を有するが、氷柱による正面窓の破損対策として窓上に短い庇を設けるなど、EF200形とは意匠を異にする。側面は大型の通風孔が設けられ、EF200形と異なり左右対称に配置される。外部塗色は、前頭部がワインレッド、側面はライトグレー、前照灯の位置に白色の帯を配する。車体側面には"INVERTER HI-TECH-LOCO"のロゴマークを付す。
直流1,500 V・交流20 kV (50 Hz/60 Hz) の3電源に対応し、日本海縦貫線などの異方式混在区間を1両の機関車で運用できる。
制御装置は主整流装置（サイリスタ位相制御。交流→直流への変換） + EF200形と同様のGTO素子を用いたPWM方式VVVFインバータ制御、主電動機は1時間定格1000 kW出力 のかご形三相誘導電動機FMT1形で、1台のインバータで1台の主電動機を駆動する1C1M方式である。
1時間定格出力は6,000 kWで、平坦地で1000 t から1200 t（20 - 24両）のコンテナ列車を最高速度120 km/h で牽引することが可能で、26 ‰ の勾配条件でも1,000 t を牽引して55 km/h 以上で運転可能である。最高速度は120 km/h、定格速度は81.2 km/h（1時間）で、EF200形と同等である。
パンタグラフはシングルアーム式、交直両用のFPS1形を装備し、関節部を両端に向けて搭載する。
台車は軸梁式ボルスタレス構造のFD1形（両端）とFD2形（中間）の二軸ボギー、主電動機の装架方式はEF200形とは異なり、従来機関車と同一の吊り掛け式とされた。ブレーキ装置は国鉄・JR機関車で初となる電気指令式自動空気ブレーキである。

## 現状
1990年（平成2年）8月22日の落成後は新鶴見機関区に配置され、各種の試験に供された。
試験運用においては、6,000kWの定格出力に対して変電所などの電力供給能力が不足し、架線の電圧降下が頻発した。また、インバータが発する高調波が線路周辺の電気機器に影響を及ぼす誘導障害も多発した。加えて、使用を想定した線区の実輸送量に対して出力が過大であること、景気後退下で鉄道貨物の輸送実績が減少していた実態に鑑み、本形式は量産に移行せず試作車1両のみで製作を終了した。
1994年（平成6年）8月に東北本線で行った急勾配起動試験を持って、すべての試験が終了した。1996年（平成8年）9月16日付で新鶴見機関区から長町機関区に転属、組織名は長町機関区→仙台機関区→仙台総合鉄道部に変わり、2002年（平成14年）3月29日付で廃車（除籍）された。廃車後はJR貨物広島車両所にて保管されている。
以後の製作は、使用線区の輸送実態を考慮し、出力をED75形重連に相当する4,000kW級としながらも、動軸数を8軸に増やし、制御方式の改良で牽引性能を確保したEH500形や、動軸数6軸のままで各部仕様を改良し、運用コストの最適化を図ったEF510形に移行している。

## 関連文献
- 『鉄道ピクトリアル』（電気車研究会）
  - 通巻544号「特集 空港アクセス鉄道」（1991年6月）p58-p63
  - 通巻651号「特集 JR貨物の機関車」（1998年4月）p14